# Dystrykt Hafizabad
Hafizabad (urdu: ضلع حافظ آباد ) – dystrykt w Pakistanie, położony w prowincji Pendżab. Siedzibą administracyjną dystryktu jest Hafizabad.

## Demografia
Większość mieszkańców posługuje się językiem pendżabskim.
| Rok  | Liczba ludności |
| ---- | --------------- |
| 1972 | 444.187         |
| 1981 | 567.572         |
| 1998 | 832.980         |
| 2017 | 1.156.957       |